# Microplitis demolitor
Microplitis demolitor är en stekelart som beskrevs av Wilkinson 1934. Microplitis demolitor ingår i släktet Microplitis och familjen bracksteklar. Inga underarter finns listade i Catalogue of Life.